# Ancylis amplimacula
Ancylis amplimacula is een vlinder uit de familie van de bladrollers (Tortricidae). De wetenschappelijke naam van de soort is voor het eerst geldig gepubliceerd in 1965 door Mark I. Falkovich.

## Type
- holotype: "female"
- instituut: ZMAS, St. Petersburg, Rusland
- typelocatie: "Russia, Far East, Primorsky Krai, Ussuriysk"